# Los Tapancos
Los Tapancos är en ort i Mexiko.   Den ligger i kommunen Omitlán de Juárez och delstaten Hidalgo, i den sydöstra delen av landet, 100 km nordost om huvudstaden Mexico City. Los Tapancos ligger 2 286 meter över havet och antalet invånare är 251.
Terrängen runt Los Tapancos är lite bergig. Runt Los Tapancos är det ganska tätbefolkat, med 93 invånare per kvadratkilometer. Närmaste större samhälle är Pachuca de Soto, 16,6 km sydväst om Los Tapancos. I omgivningarna runt Los Tapancos växer i huvudsak blandskog.